# Minimelanolocus hughesii
Minimelanolocus hughesii är en svampart som först beskrevs av M.B. Ellis, och fick sitt nu gällande namn av R.F. Castañeda & Heredia 2001. Minimelanolocus hughesii ingår i släktet Minimelanolocus, divisionen sporsäcksvampar och riket svampar.   Inga underarter finns listade i Catalogue of Life.